# Patrick Arlettaz
Patrick Arlettaz (nascut el 20 abril 1972 a Perpinyà) és un entrenador de rugbi a 15, que també era un jugador en la posició de centre (1,82 m per a 84 kg). És part dels jugadors que tenen la particularitat de comptar amb més assaigs que seleccions, marcant dos assaigs en la seva única aparició amb França contra Romania.

## Carrera

### Jugador

#### Club
- 1992-1996 USAP de Perpinyà
- 1996-2001 Racing club de Narbonne Méditerranée
- 2001-2006 Montpellier Hérault RC
- 2006-2007 Étoile sportive catalane

#### França
- Patrick Arlettaz tenia una sola selecció el 17 octubre 1995 contra Romania. Va fer 2 assaigs, 10 punts.

### Entrenador
- 2005-2006 Montpellier Hérault RC
- 2006-2008 Étoile sportive catalane
- 2008-2011 Racing club de Narbonne Méditerranée
- 2012-2014 USAP de Perpinyà

## Palmarès

### Jugador

#### Club
- Campió de França Reichel: 1992 (Perpinyà).
- Challenge Yves du Manoir: 1994 (Perpinyà)
- Campió de França Pro D2 : 2003 (Montpellier)